# Sehlhof
Sehlhof ist eine Ortslage in der bergischen Großstadt Wuppertal. Der Ortsteil ist aus einem der 36 Ursprungshöfe Barmens hervorgegangen.

## Lage und Beschreibung
Die Ortslage befindet sich im Norden des Wohnquartiers Heidt im Stadtbezirk Heckinghausen südlich der Wupper auf einer Höhe von 161 m ü. NHN. Sie ist als eigenständige Ortslage nicht mehr wahrnehmbar, sondern Teil der geschlossenen innerstädtischen Wohn- und Gewerbebauung im Tal der Wupper.
Der Standort des alten Sehlhofs ist heute von der Bahnstrecke Elberfeld–Dortmund überbaut, nur die Straßen Untere Sehlhofstraße und Obere Sehlhofstraße erinnern noch an den ursprünglichen Siedlungsplatz.

## Etymologie und Geschichte

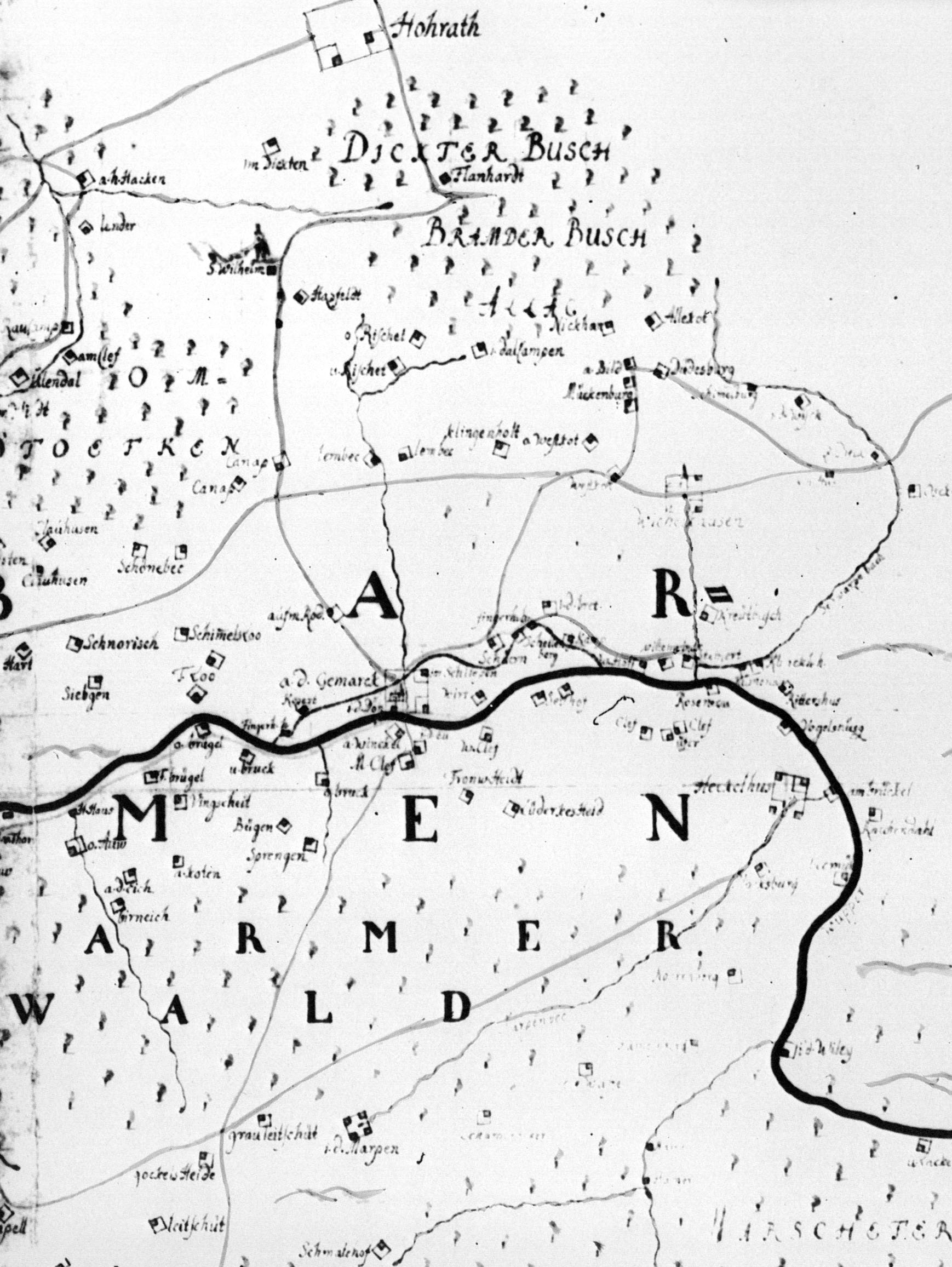
Karte der Hofschaften im Gebiet des heutigen Barmen von Erich Philipp Ploennies (1715)

Der Name Sehlhof (oder Sal-hof) ist eine alte Form von Sattelhof. Der Name weist wahrscheinlich auf die Funktion als Oberhof des bergischen Höfeverbands innerhalb Barmens hin.
Das genaue Alter dieses Hofes ist nicht bekannt, die früheste mit Datum gesicherte Erwähnung des Sehlhofs stammt aus der Beyenburger Amtsrechnung (Abrechnung des Rentmeisters an die Bergisch-herzogliche Kameralverwaltung) des Jahres 1466. Es ist aber anzunehmen, dass der Hof erheblich älter ist. Aus der Amtsrechnung geht hervor, dass der Sehlhof zu dieser Zeit ein kleinerer Hof war, der später sogar zu einem Kotten abstieg.
Aufgrund der ungenügenden Quellenlage ist es unbelegt, aber möglich, dass der Sehlhof zu den bereits im Jahr 1244 genannten „Gütern in Barmen“ („Bona de Barme“) im kurkölnischen Gebiet gehörte, die von dem Grafen Ludwig von Ravensberg als Allod in den Besitz der Grafen von Berg unter Graf Heinrich IV. übergingen. Territorial lag das Gebiet um den Sehlhof als Teil von Oberbarmen bis zum Anfang des 14. Jahrhunderts zum kurkölnischen Gogerichtsbezirk Schwelm, der bis 1324 durch die Grafen von der Mark annektiert wurde. Ab 1420 gehörte es zum bergischen Amt Beyenburg und war Teil des Bauerschaft Barmen. Kirchlich gehörte es bis zur Einrichtung einer eigenen Barmer Pfarrei als Teil von Oberbarmen dem Kirchspiel Schwelm an. 
Der Sehlhof war vermutlich der ursprüngliche Oberhof des bergischen Höfeverbands in Barmen. Dieser Status ging aus unbekannten Gründen zugunsten des Dörner Hofs verloren. Die Umstände und Gründe des Verlustes sowie der Zeitraum seiner früheren Funktion sind nicht überliefert.
1815/16 besaß der Ort 180 Einwohner. 1832 gehörte der Ort zur Sektion C des ländlichen Außenbezirks der Bürgermeisterei Barmen. Der laut der Statistik und Topographie des Regierungsbezirks Düsseldorf als Einzelne Häuser kategorisierte Ort wurde zu dieser Zeit Sehlhoff genannt und besaß 15 Wohnhäuser und acht landwirtschaftliche Gebäude. Zu dieser Zeit lebten 157 Einwohner im Ort, davon vier katholischen und 153 evangelischen Glaubens.